# Readerielliopsis
Readerielliopsis is een geslacht van schimmels dat behoort tot de familie Readerielliopsidaceae. De typesoort is  Readerielliopsis fuscoporiae.

## Soorten
Volgens Index Fungorum telt het geslacht twee soorten (peildatum september 2023):
| Soortnaam                    | Auteur(s)               | Publicatiejaar |
| ---------------------------- | ----------------------- | -------------- |
| Readerielliopsis fuscoporiae | Crous & Decock          | 2015           |
| Readerielliopsis guyanensis  | (Decock) Crous & Decock | 2015           |